# 罗兰·乔治
罗兰·乔治（英語：Rowland George，1905年1月15日—1997年9月9日），英国前男子赛艇运动员。他曾代表英国参加1932年夏季奥林匹克运动会赛艇比赛，获得男子四人单桨无舵手金牌。